# Svartsjön (Björklinge socken, Uppland)
Svartsjön är en sjö i Uppsala kommun i Uppland och ingår i Norrströms huvudavrinningsområde.